# Canthigaster jactator
Canthigaster jactator es una especie de peces de la familia Tetraodontidae en el orden de los Tetraodontiformes.

## Morfología
Los machos pueden llegar alcanzar los 9 cm de longitud total.

## Alimentación
Come  esponjas de mar, algas, detritus, túnicas, poliquetos, briozoos,  erizos de mar, cangrejos, gusanos,  gambas, zoantaris, peces ,Amphipoda  y Foraminiferas.

## Depredadores
Es depredado por Gymnothorax rueppelliae.

## Hábitat
Es un pez de mar de clima tropical y asociado a los arrecifes de coral que vive por encima de los 30 m de profundidad.

## Distribución geográfica
Se encuentra en las islas Hawái.